# استیو آدامز
استیو آدامز (انگلیسی: Steve Adams (footballer, born 1958)؛ زادهٔ ۱۸ ژوئن ۱۹۵۸) یک بازیکن فوتبال است.
از باشگاه‌هایی که در آن بازی کرده‌است می‌توان به باشگاه فوتبال کمبریج یونایتد اشاره کرد.